# Predigerkloster
Predigerkloster ist der Name bestimmter  Klöster des Predigerordens der Dominikaner.
- Predigerkloster Basel
- Predigerkloster Bern
- Predigerkloster Eisenach
- Predigerkloster Erfurt
- Predigerkloster Eichstätt
- Predigerkloster Freiburg im Breisgau
- Predigerkloster in Konstanz
- Predigerkloster Nürnberg
- Predigerkloster Ulm
- Predigerkloster zu Straßburg
- Predigerkloster Zürich